# 페네강

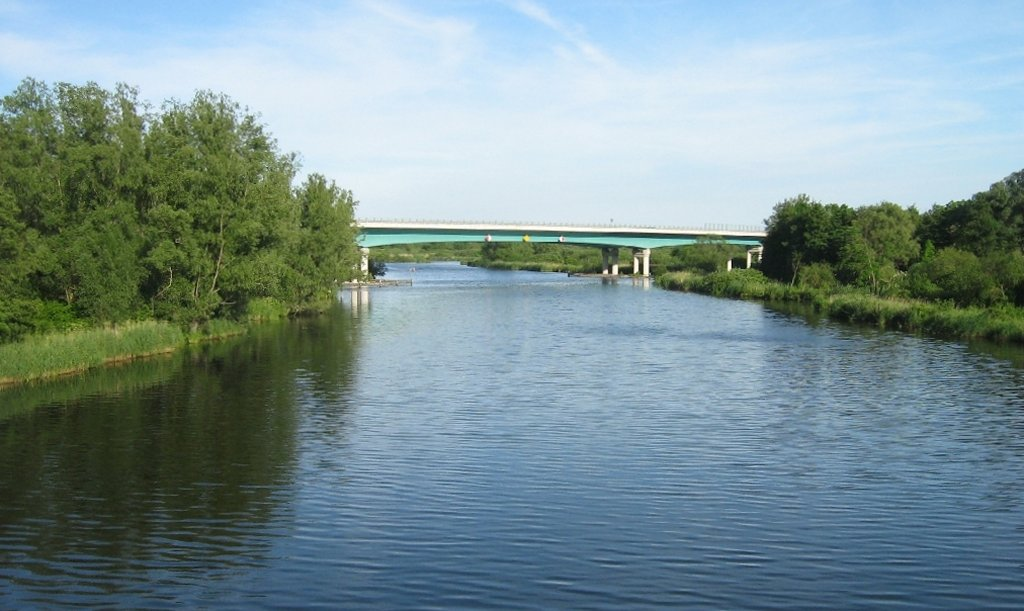
페네강

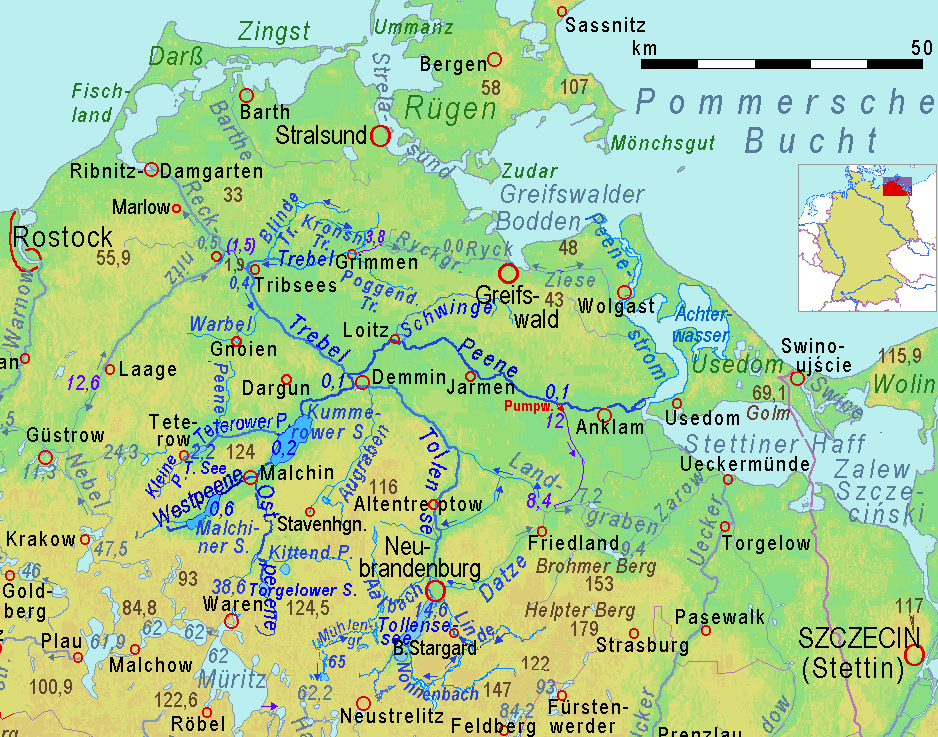
페네강 지도

페네강(독일어: Peene)은 독일 메클렌부르크포어포메른주에 위치한 강으로 길이는 138.5 km, 유역 면적은 5,110 km2, 평균 유속은 52 m3/s이다.
페네강의 지류는 베스트페네강[Westpeene, 서(西)페네강], 오스트페네강[Ostpeene, 동(東)페네강], 클라이네페네강[Kleine Peene, 소(小)페네강], 테테로버페네강(Teterower Peene)으로 나뉜다. 쿠메로프호(Kummerower See)에서 발원하여 앙클람에서 페네슈트롬 해협(Peenestrom)과 합류한다.
쿠메로프호(Kummerower See)에서 강 어귀까지 흐르는 강물은 해수면보다 1.52 m 정도 낮기 때문에 발트해와 오데르강까지 흘러가는 동안에 수위가 올라간다. 페네강의 유역은 중앙유럽에서 가장 넓은 소택 지대 가운데 하나이다. 슈체친 석호, 시비나강(Świna), 지브나 해협(Dziwna)과 함께 발트해의 포메라니아만을 연결하는 3개의 해협 가운데 하나이다.